# Comunidade quilombola Sambaíba
Sambaíba é uma comunidade remanescente de quilombo, população tradicional brasileira, localizada nos municípios brasileiros de Macaúbas e Tanque Novo, na Bahia. A comunidade de Sambaíba é formada por uma população de 68 famílias, distribuídas em uma área de 2.511,5849 hectares. O território foi certificado como remanescente de quilombo (reminiscências históricas de antigos quilombos) em 2010, pela Fundação Cultural Palmares.
Esta comunidade teve o Relatório Técnico de Identificação e Delimitação publicado em 2012 (etapa da regularização fundiária), mas ainda está com a situação fundiária em análise (não titulada) no INCRA.

## Tombamento
O tombamento de quilombos é previsto pela Constituição Brasileira de 1988, bastando a certificação pela Fundação Cultural Palmares:

Art. 216. Constituem patrimônio cultural brasileiro os bens de natureza material e imaterial, tomados individualmente ou em conjunto, portadores de referência à identidade, à ação, à memória dos diferentes grupos formadores da sociedade brasileira [...]
§ 5º Ficam tombados todos os documentos e os sítios detentores de reminiscências históricas dos antigos quilombos.
Portanto, a comunidade quilombola de Sambaíba é um patrimônio cultural brasileiro, tendo em vista que recebeu a certificação de ser uma "reminiscência histórica de antigo quilombo" da Fundação Cultural Palmares no ano de 2010.

## Situação territorial
A falta do título da terra (regularização fundiária) cria para as comunidades quilombolas uma dificuldade de desenvolver a agricultura, além dos conflitos com os fazendeiros de suas regiões e a impossibilidade de solicitar políticas sociais e urbanas para melhorias de condições de vida, como infraestrutura urbana de redes de energia, água e esgoto.
Povos Tradicionais ou Comunidades Tradicionais são grupos que possuem uma cultura diferenciada da cultura predominante local, que mantêm um modo de vida intimamente ligado ao meio ambiente natural em que vivem. Através de formas próprias: de organização social, do uso do território e dos recursos naturais (com relação de subsistência), sua reprodução sócio-cultural-religiosa utiliza conhecimentos transmitidos oralmente e na prática cotidiana.
Em 2023 a justiça federal determinou que o INCRA procedesse à titulação das terras da comunidade. Segundo o Ministério Público Federal o processo administrativo de reconhecimento da comunidade teve início em 2005, ultrapassando portanto o limite do razoável para a sua conclusão; em nota a autarquia argumentou que a área possui ainda problemas relacionados à cadeia dominial do imóvel rural no qual a comunidade está assentada.